# Eduard Worganow
Eduard Worganow ros. Эдуард Алексеевич Ворганов  (ur. 7 grudnia 1982 w Woroneżu) – rosyjski kolarz szosowy, zawodnik profesjonalnej grupy Team Katusha.

## Najważniejsze osiągnięcia
2004
- 1. miejsce w Circuit des Ardennes
- 1. miejsce w Memorial Oleg Dyachenko

2005
- 1. miejsce w Five Rings of Moscow

2007
- 2. miejsce w Clásica de Almería

2010
- 7. miejsce w Tour Down Under

2011
- 2. miejsce w mistrzostwach Rosji (start wspólny)

2012
- 10. miejsce w Tour Down Under
- 1. miejsce w mistrzostwach Rosji (start wspólny)

## Starty w Wielkich Tourach
| Grand Tour | 2007 | 2008 | 2009 | 2010 | 2011 | 2012 | 2013 | 2014 | 2015 |
| ---------- | ---- | ---- | ---- | ---- | ---- | ---- | ---- | ---- | ---- |
| Giro       | —    | —    | 23   | —    | 37   | —    | —    | 55   | —    |
| Tour       | —    | —    | —    | 79   | —    | 19   | 48   | —    | —    |
| Vuelta     | 70   | 60   | 26   | —    | 43   | —    | —    | 46   | 39   |